# Catholic Island
Catholic Island (auch: Catholic islet, dt.: „Katholische Insel“) ist eine Insel der Grenadinen und Teil des Staates St. Vincent und die Grenadinen.

## Geographie
Catholic Island gehört zu den Grenadinen, einer Inselgruppe der Kleinen Antillen, verwaltungstechnisch gehört sie zum Parish Grenadines. Die Insel liegt zusammen mit Pelican Rock (Flat Cay), Ellen Rock (Round Cay) und Jondell vor der Nordwestküste von Mayreau im Süden der Inselgruppe. Die Insel ist dreieckig und kaum 200 m lang.